# Mehrabpur
Mehrabpur (en ourdou : محراب پور) est une ville pakistanaise située dans le district de Naushahro Feroze, dans le nord de la province du Sind. C'est la deuxième plus grande ville du district, après Moro. Elle est située à moins de 100 kilomètres au sud de Larkana.
La population de la ville a été multipliée par plus de cinq entre 1972 et 2017, passant de 9 643 habitants à 53 394. Entre 1998 et 2017, la croissance annuelle moyenne s'affiche à 3 %, supérieure à la moyenne nationale de 2,4 %. Selon le recensement de 2023, la population de la ville monte à 57 978 habitants.
|            | 1972 (rec.) | 1981 (rec.) | 1998 (rec.) | 2017 (rec.) | 2023 (rec.) |
| ---------- | ----------- | ----------- | ----------- | ----------- | ----------- |
| Population | 9 643       | 16 158      | 30 686      | 53 394      | 57 978      |